# 런던 도클랜즈

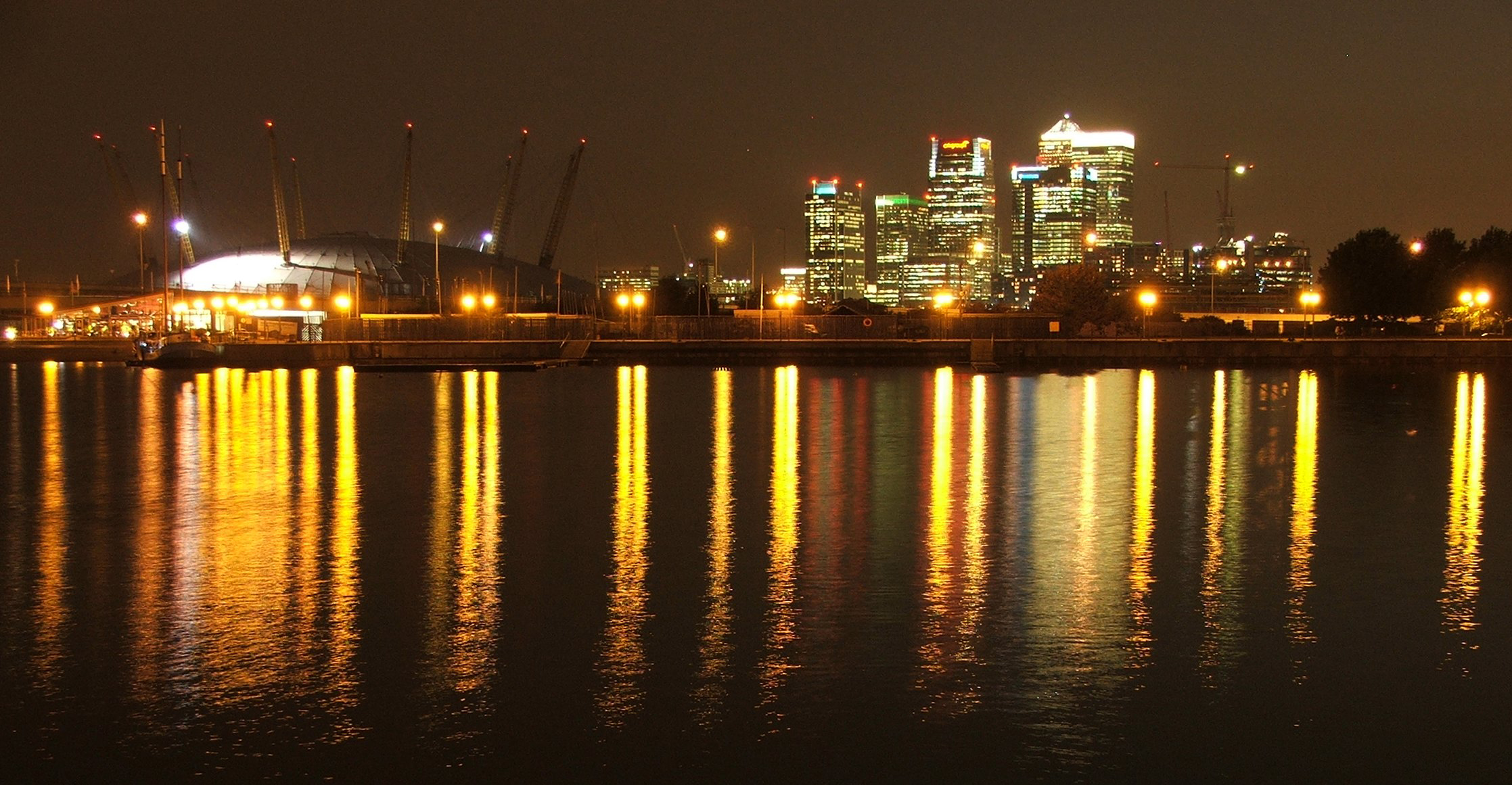
로열 빅토리아 부두에서 바라본 O2와 카나리 워프

런던 도클랜즈(영어: London Docklands)는 영국 런던 동부와 남동부의 템스강 연안에 있는 워터프런트 재개발 지역의 명칭이다. 행정구역상으로는 서더크구, 타워햄리츠구, 루이셤구, 뉴엄구, 그리니치구에 속한다. 한때 세계 최대의 항구이기도 했던 런던 항에는 부두가 밀집해 있었는데 거기서 이름을 따왔다. 지금은 주로 상업과 거주 지역으로 재개발된 상태이다.
런던 도클랜즈라는 이름 자체는 1971년 정부의 재개발 방안 보고서에서 처음으로 언급됐던 말이었지만 그 이후로는 사실상 해당 지역을 일컫는 보편적인 명칭이 되었다. 이 지역이 재개발됨에 따라 런던 도클랜즈의 기존 지역민들과 새 주민들 간의 갈등도 생겨났다.

## 같이 보기
- 런던 항
- 이스트 런던 대학교